# Dagmar Möller
Dagmar Möller (19 novembre 1866 – 13 gennaio 1956) è stata un soprano svedese.

## Biografia
Möller studiò al conservatorio di Stoccolma tra il 1882 e il 1887, ed è stata impiegata presso il Teatro Reale dal 1887 al 1894. Studiò con Désirée Artôt a Parigi e ha debuttato al Teatro reale dell'Opera svedese nel 1887. Ebbe un grande successo in ruoli comici a Stoccolma e a Oslo tra il 1891 e il 1893. Fu l'insegnante di canto presso il Conservatorio di Musica 1900-1926 e al Operahögskolan i Stockholm 1903-1913, e fece produzioni teatrali dal 1900 al 1913. Fece anche delle canzoni con Emil Sjögren, Wilhelm Stenhammar, e Peterson-Berger nel suo repertorio.
Dagmar Möller è stata eletta nella Royal Swedish Academy of Music nel 26 marzo 1903, e le è stata data la medaglia Litteris et Artibus nel 1911. Möller sposò nel 1888 il musicista Adolf Teodor Sterky e nel 1896 l'architetto generale Carl Möller. Era la sorella di Harriet Bosse e Alma Fahlstrøm.